# Tangled in Reins
Tangled in Reins es el segundo álbum de estudio de la banda estadounidense Steelheart, grabado y producido en Los Ángeles. Alcanzó solamente la posición #144 en la lista de éxitos Billboard 200. Sin embargo, la balada "Mama Don't You Cry" llegó a la posición #1 en Hong Kong y Japón, hecho que llevó a la banda a realizar un concierto desconectado en Hong Kong. El álbum solamente logró vender 100 000 copias en los Estados Unidos. 

## Lista de canciones
1. "Loaded Mutha" (Michael Matijevic) – 5:43
2. "Sticky Side Up" (Matijevic, James Ward) – 4:32
3. "Electric Love Child" (Matijevic, Ward) – 6:27
4. "Late for the Party" (Matijevic, Ward) – 4:17
5. "All Your Love" (Matijevic) – 6:52
6. "Love 'Em and I'm Gone" (Matijevic) – 5:38
7. "Take Me Back Home" (Matijevic) – 4:43
8. "Steelheart" (Matijevic) – 5:43
9. "Mama Don't You Cry" (Matijevic) – 5:51
10. "Dancin' in the Fire" (Matijevic) – 3:49

## Créditos
- Michael Matijevic - voz
- Chris Risola - guitarra
- Frank DiCostanzo - guitarra
- James Ward - bajo
- John Fowler - batería

## Listas de éxitos
Álbum - Billboard (Norteamérica)
| Año  | Lista             | Posición |
| ---- | ----------------- | -------- |
| 1992 | The Billboard 200 | 144      |